# Amtmand Hoppes Bro
Amtmand Hoppes Bro blev færdig i 1905 og førte landevejen over Gudenåen ved Langå. Broen er opkaldt efter Johan Hoppe og er formodentlig Danmarks ældste vejbro af jernbeton. Gefionbroen i København er ældre (1894), men har kun været fodgængerbro.
Christiani & Nielsen stod for projekteringen og udførelsen. Broen har tre fag og mellempillerne er udformet som en gitterkonstruktion med skrå søjler, der bærer buerne. Et meget avanceret design for tiden.
I dag anvendes broen kun som fodgænger- og cykelbro, idet der blev opført en ny og bredere vejbro ved siden af i 1965.

## Ekstern henvisning
- "Amtmand Hoppes Bro" Museum i Langå

56°23′34.3″N 9°54′27.5″Ø / 56.392861°N 9.907639°Ø